# Bremen (stad)
Bremen is een kreisfreie Stadt in Noord-Duitsland die samen met Bremerhaven de deelstaat Vrije Hanzestad Bremen vormt. De stad telt 566.573 inwoners en is daarmee de elfde stad van het land.
Bremen stad ligt aan weerszijden van de Wezer, de rivier waaraan de oude Hanzestad waarschijnlijk zijn ontstaan te danken heeft. De rivier verbreedt zich even voorbij de stad en maakt de stad bereikbaar voor zeeschepen. De havenactiviteiten vinden sinds het begin van de 19e eeuw vooral plaats in Bremerhaven, dat 60 km noordelijker en direct aan zee ligt.

## Geschiedenis
Bremen werd voor het eerst vermeld in 782. Vijf jaar later stichtte Karel de Grote er een bisdom en werd de stad een steunpunt voor de kerstening van Noord-Europa. In 1260 trad de stad voor het eerst toe tot de Hanze, maar conflicten met de andere Hanzesteden leidden er tot drie keer toe dat Bremen uit het verbond werd gezet. Tijdens de Tweede Wereldoorlog werd Bremen tijdens luchtbombardementen voor meer dan de helft verwoest.

## Stadsdelen
Bremen bestaat sinds de laatste herindeling van 24 maart 2009 uit 5 Stadtbezirken, 19 Stadtteilen en 88 Ortsteilen. In onderstaande tabel per Stadtbezirk de direct onderliggende Stadtteilen of (in zo voorkomend geval) Ortsteilen:
| Stadtbezirk | Stadt- of Ortsteilen                                                                                     | Oppervlakte | Inwoners | Bevolkingsdichtheid | Kaart |
| ----------- | --- | ----------- | -------- | ------------------- | ----- |
| Mitte 1     | - Mitte - Häfen                                                                                          | 33,741 km²  | 17.392   | 515 inw/km²         |       |
| Süd 2       | - Neustadt - Obervieland - Huchting - Woltmershausen - Seehausen - Strom                                 | 66,637 km²  | 123.303  | 1.850 inw/km²       |       |
| Ost 3       | - Östliche Vorstadt - Schwachhausen - Vahr - Horn-Lehe - Borgfeld - Oberneuland - Osterholz - Hemelingen | 108,201 km² | 218.843  | 2.023 inw/km²       |       |
| West 4      | - Blockland - Findorff - Walle - Gröpelingen                                                             | 56,606 km²  | 89.216   | 1.576 inw/km²       |       |
| Nord 5      | - Burglesum - Vegesack - Blumenthal                                                                      | 60,376 km²  | 98.606   | 1.633 inw/km²       |       |

## Bevolkingsontwikkeling

Inwoners van 1871 tot 2018

## Politiek

### Bestuur
De stad Bremen wordt bestuurd door een gemeenteraad, de Stadtbürgerschaft. Deze wordt gevormd door de 69 afgevaardigden die namens de stad zitting hebben in de Bremische Bürgerschaft, het parlement van de deelstaat Bremen. De voorzitter van de deelstaatregering (Senaat genoemd) is in zijn functie als regeringsleider van de deelstaat ook eerste burgemeester van de stad.
Het bestuur vergadert in het Haus der Bürgerschaft aan de Bremer Marktplatz. De burgemeester en zijn regering zetelen in het ernaast gelegen stadhuis van Bremen.

### Stedenbanden
- Bratislava (Slowakije), sinds 1989
- Corinto (Nicaragua), sinds 1989
- Dalian (China), sinds 1985
- Danzig (Polen), sinds 1976
- İzmir (Turkije), sinds 1995
- Haifa (Israël), sinds 1988
- Riga (Letland), sinds 1985
- Rostock (Duitsland), sinds 1987
- Windhoek (Namibië), sinds 2001
- Yokohama (Japan)

## Economie
Bremen beschikt over een luchthaven (sinds 1920), een universiteit (sinds 1970) en over een voetbalstadion (Weserstadion), waar een van Duitslands succesvolste voetbalclubs speelt: Werder Bremen. De grootste private werkgever in de stad is autofabrikant Daimler. De fabriek van Airbus zit ook in Bremen.

## Kunst en cultuur

### Bezienswaardigheden
De naam van Bremen is verbonden aan het sprookje van de Bremer stadsmuzikanten. De hoofdfiguren worden met een standbeeld op het marktplein geëerd. Een ander symbool van de stad is het uit 1404 stammende Rolandstandbeeld, dat de vrijheid van de stad symboliseert. Beide beelden staan voor het raadhuis, een gotisch bouwwerk met een façade in de stijl van de Wezerrenaissance. Het Rolandstandbeeld en het oude raadhuis staan sinds 2004 samen op de Werelderfgoedlijst van de UNESCO. Naast het raadhuis bevindt zich de dom van Bremen. Vlak achter de markt bevindt zich de Böttcherstraße met daarin het door Ludwig Roselius gebouwde Paula Modersohn-Becker Museum. Ten westen van de markt bevindt zich de oude wijk Schnoor, die zich kenmerkt door kleine vissershuisjes en smalle steegjes.

#### Musea
- Kunsthalle Bremen
- Neues Museum Weserburg Bremen
- Paula Modersohn-Becker Museum
- Focke-Museum
- Gerhard Marcks Haus
- Schloss Schönebeck
- Hafenmuseum
- Überseemuseum
- Universum Science Center

### Evenementen
De Bremer Freimarkt wordt sinds 1035 in Bremen georganiseerd en wordt beschouwd als het oudste volksfeest van Duitsland. Het evenement vindt in oktober plaats en wordt ook wel het "vijfde seizoen" genoemd. Locatie is sinds 1934 de Bürgerweide, vlak bij het hoofdstation.

### Sport
Werder Bremen is de professionele voetbalclub van Bremen en speelt in het Weserstadion. Werder Bremen is viervoudig landskampioen van Duitsland.

## Verkeer en vervoer

Lijnennet S-Bahn

Bremen beschikt over een internationale luchthaven, gelegen op 3 km ten zuiden van de binnenstad. De stad is per spoor vanuit alle windrichtingen te bereiken.
De Bremer Straßenbahn AG (BSAG) verzorgt het openbaar vervoer binnen de stad met tram- en buslijnen.

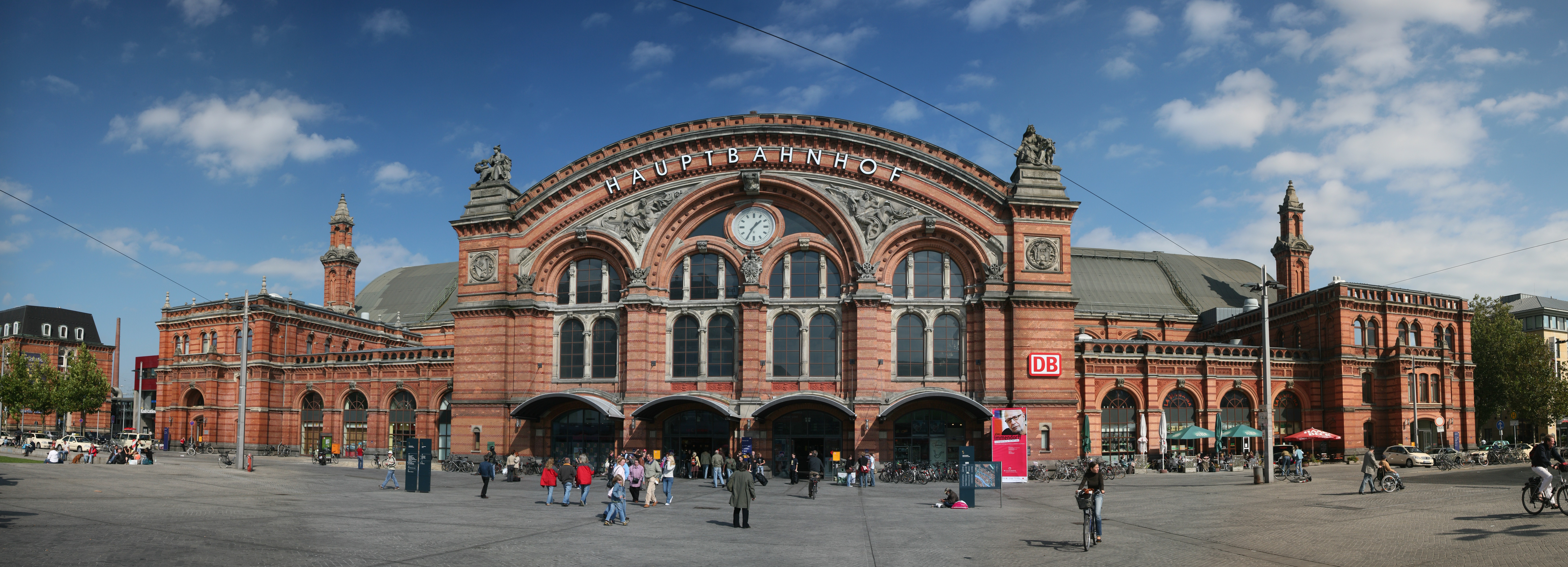
Bremen Hauptbahnhof

Het regionaal treinvervoer wordt verzorgd door de Regio-S-Bahn Bremen/Niedersachsen. Het lijnennet van de S-Bahn strekt zich van Bremen Hauptbahnhof uit tot Bremerhaven in het noorden, tot Twistringen in het zuiden en tot Oldenburg in het westen.

## Media
In Bremen verschijnen twee plaatselijke dagbladen: de Weser-Kurier en de Bremer Nachrichten. De Bremer Nachrichten is de oudste van beide: het eerste nummer verscheen in 1743, waarmee de krant tot de oudste vier nog verschijnende kranten in Duitsland behoort. De Weser-Kurier verschijnt sinds 1945. De Bremer Nachrichten kreeg na de Tweede Wereldoorlog geen verschijningslicentie, waarna de krant na 1949 de achterstand niet meer kon goedmaken. In 1974 nam de Weser-Kurier de kleinere krant over, waarna de inhoudelijke verschillen gaandeweg kleiner werden. Sinds 2010 verschillen beide kranten nog slechts in naam van elkaar.
Radio Bremen werd in 1945 opgericht en is daarmee is de oudste publieke omroep van Duitsland. Het is de kleinste regionale omroep van de ARD. Onder de naam Radio Bremen TV maakt de omroep ook televisie.

## Galerij

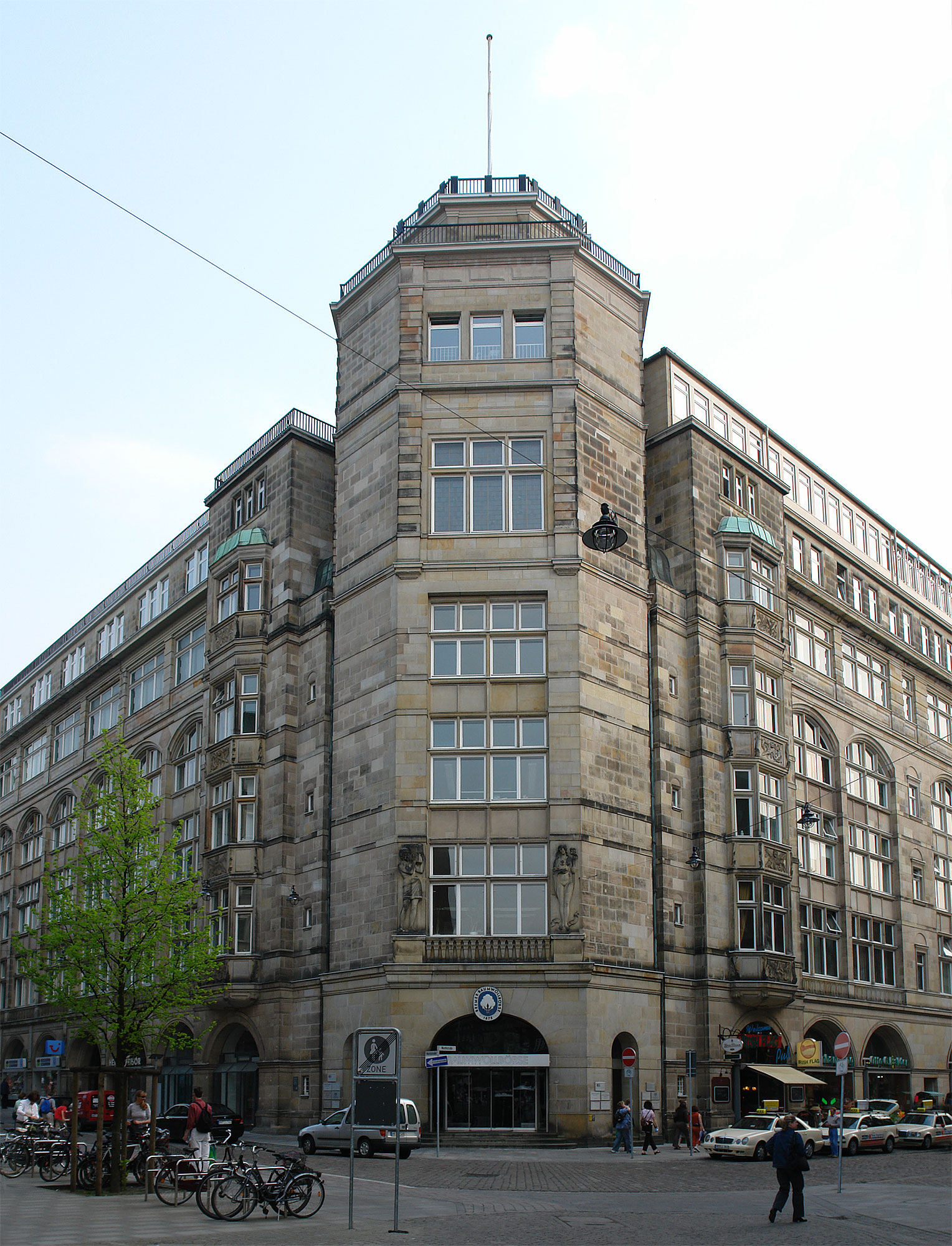
Katoenbeurs
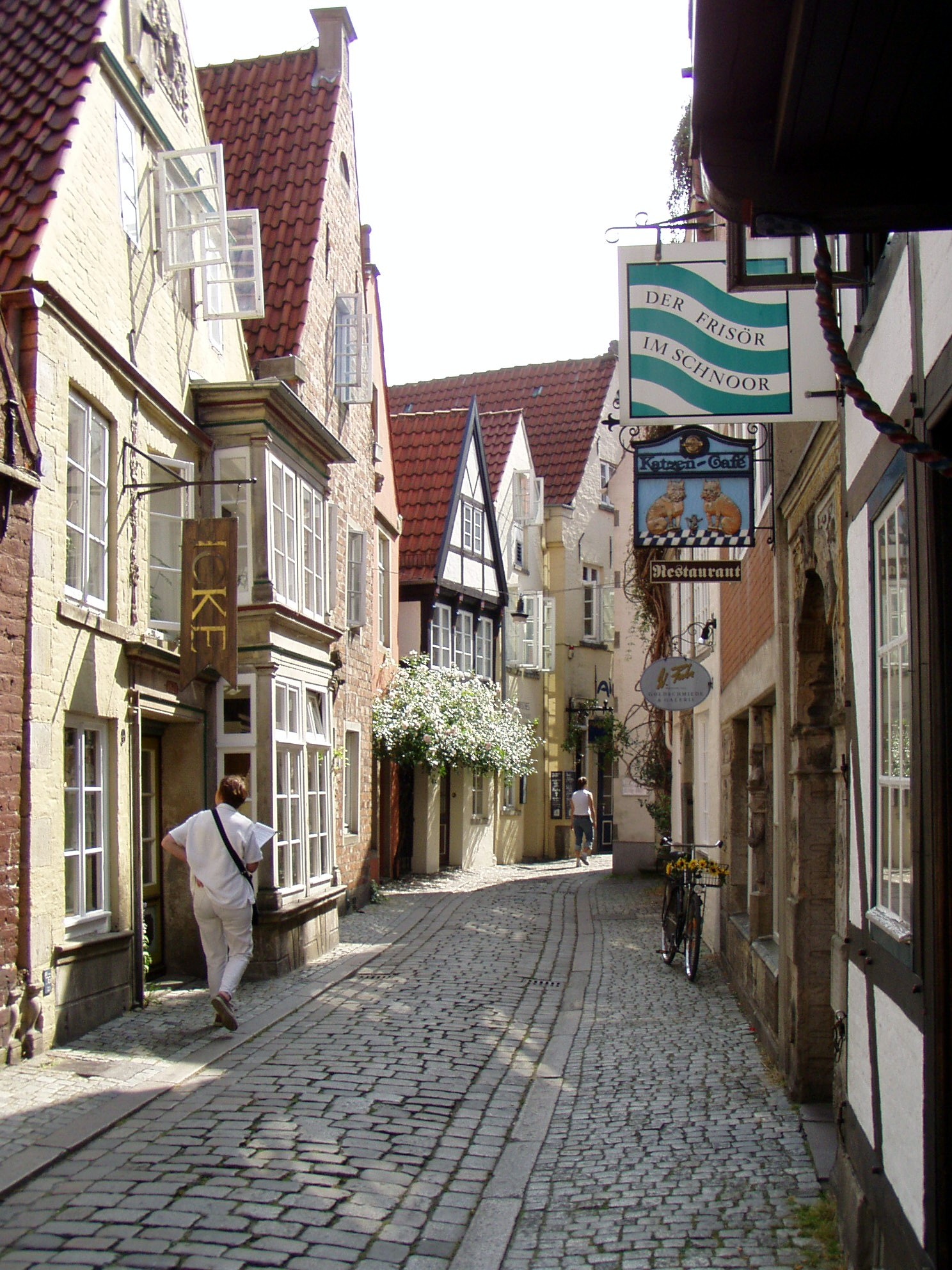
De oude stadswijk Schnoor
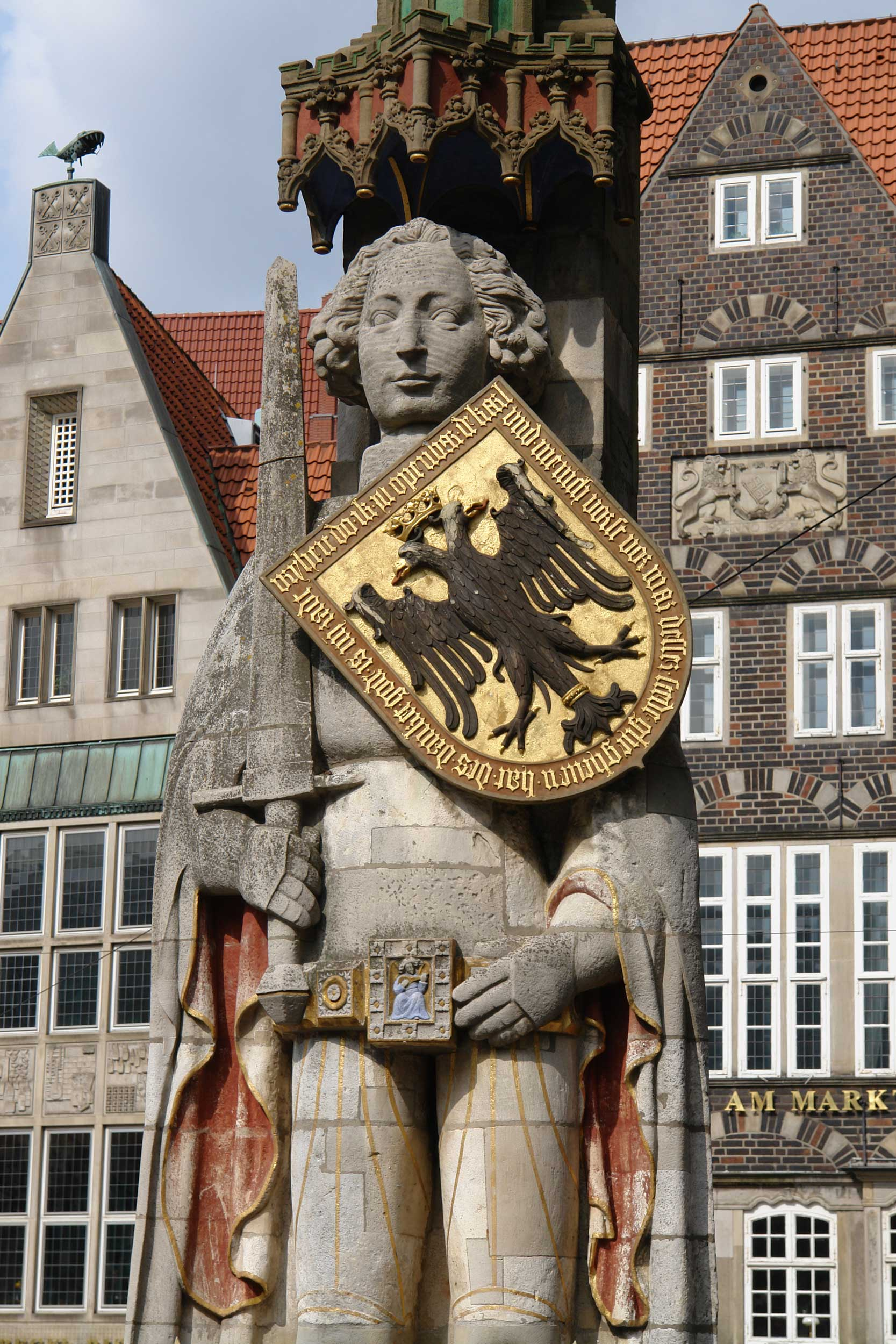
Rolandstandbeeld
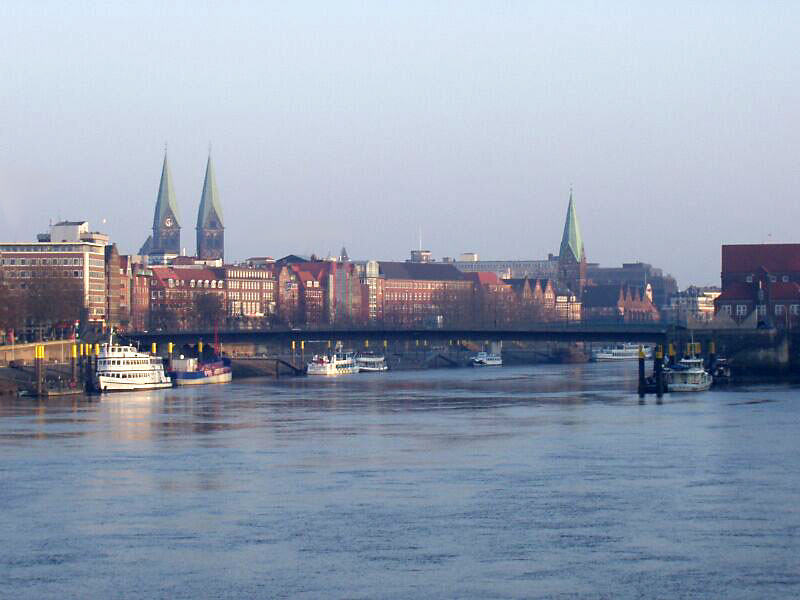
Uitzicht vanaf de Stephanibrug
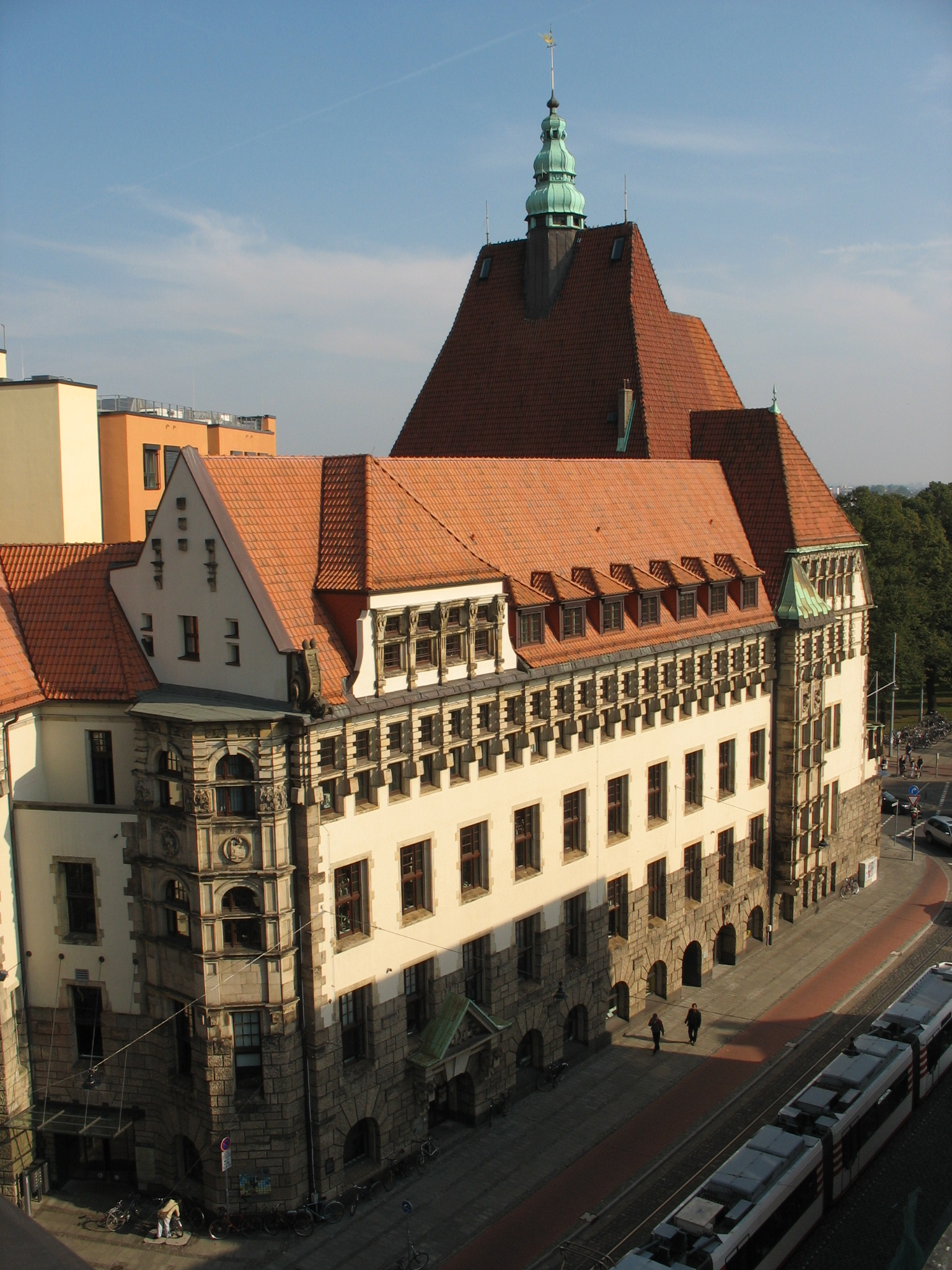
Stadsbibliotheek
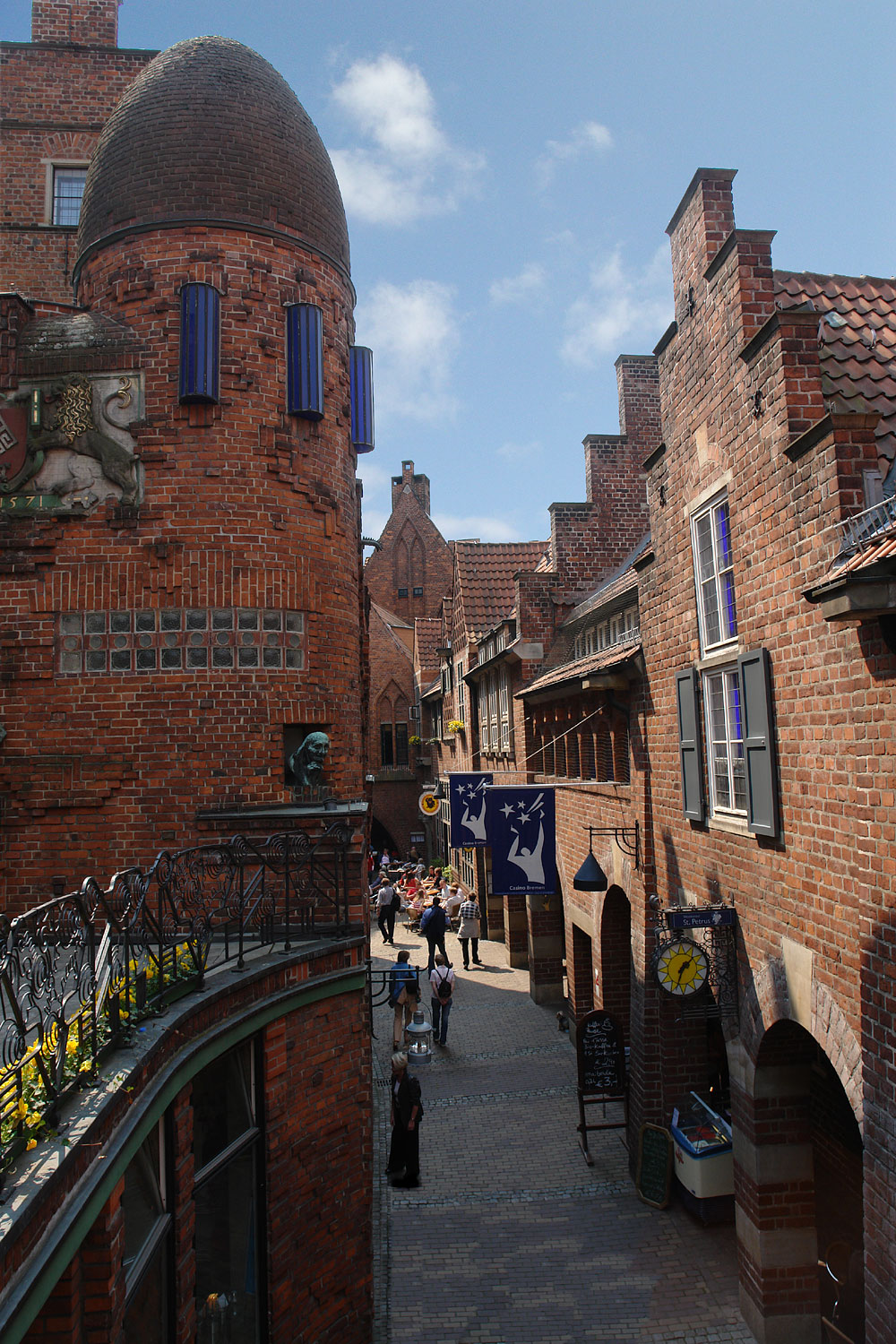
Böttcherstraße
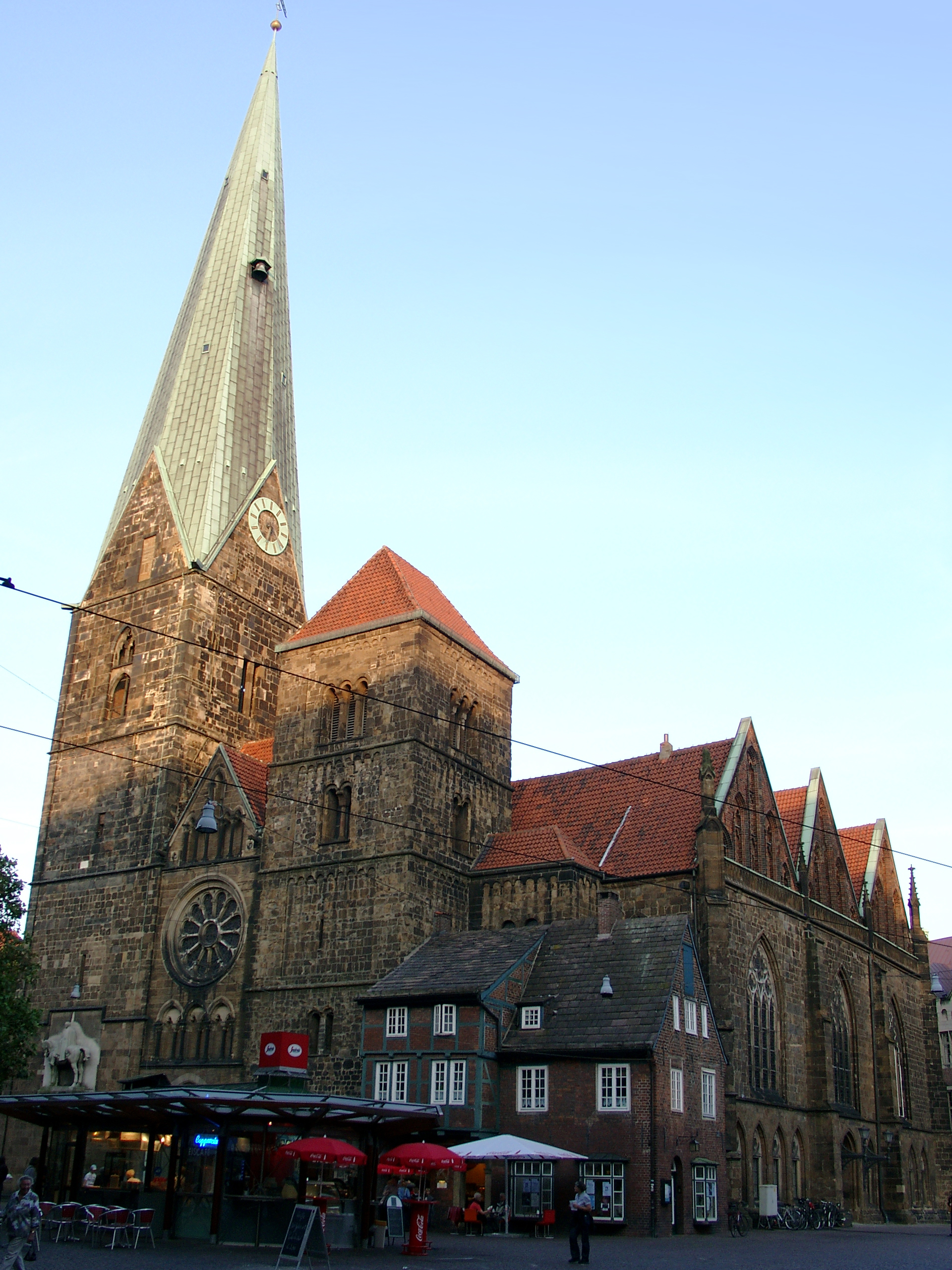
Onze-Lieve-Vrouwekerk
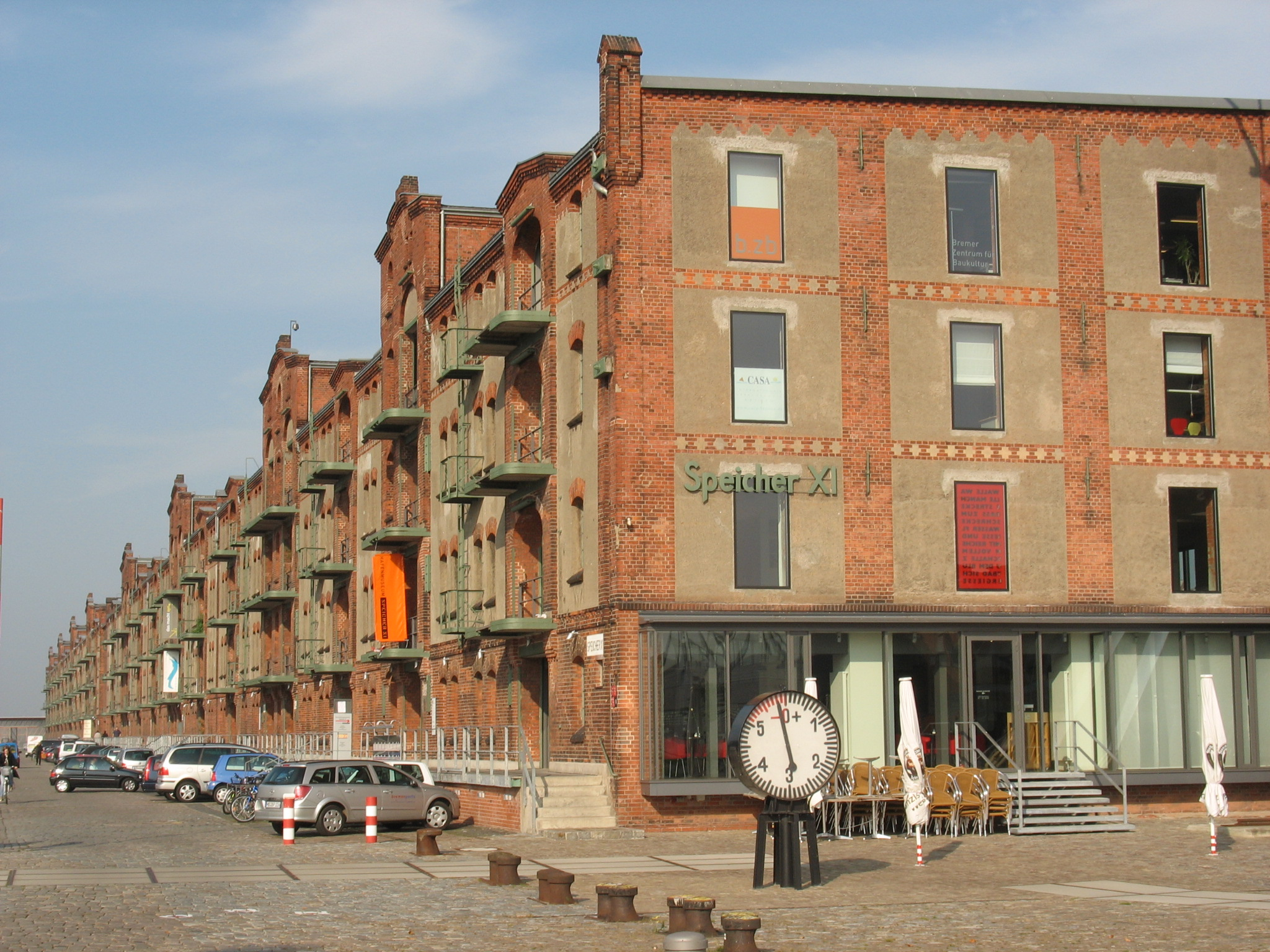
Hogeschool voor de Kunsten
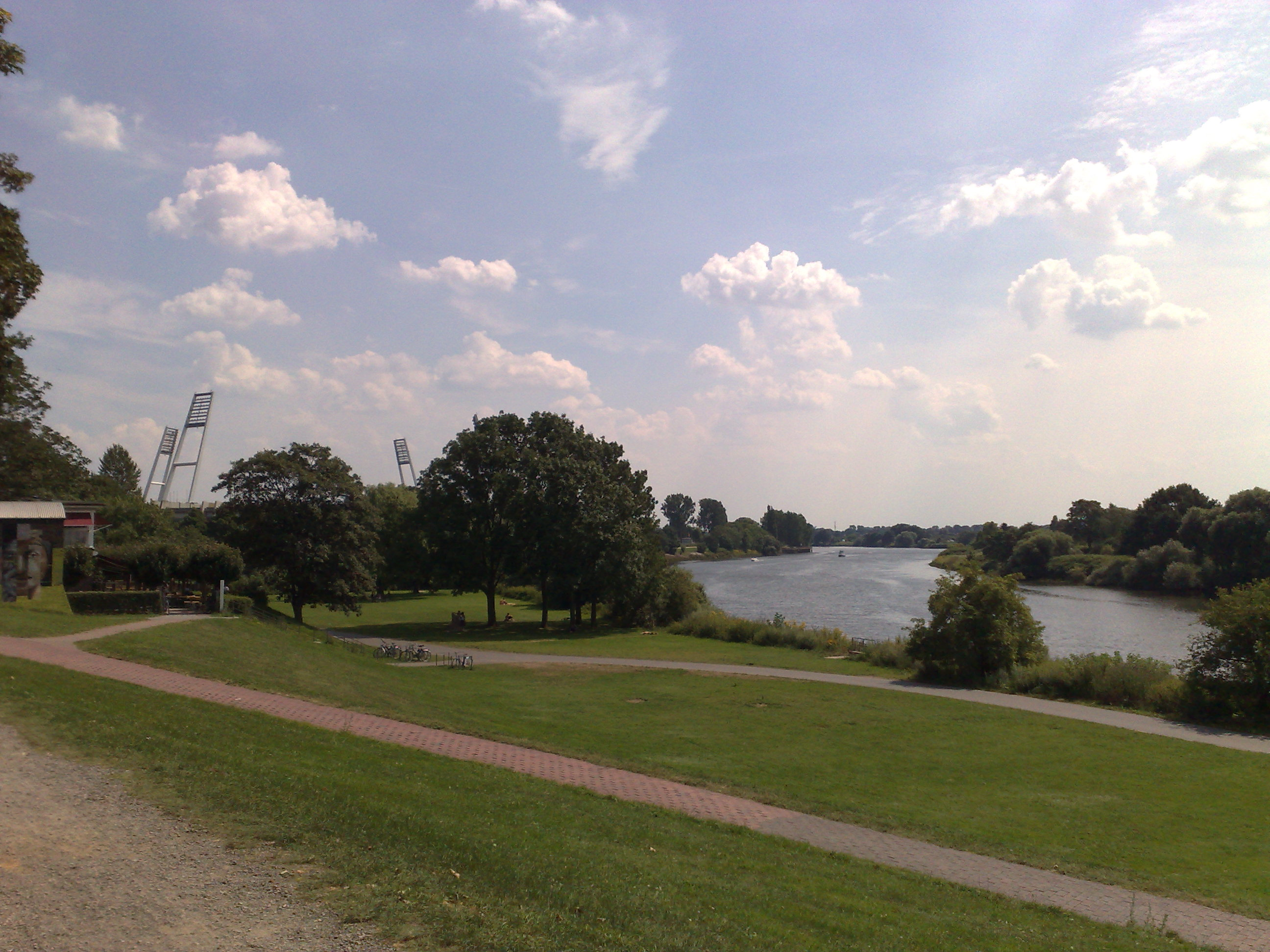
De Wezer in Bremen
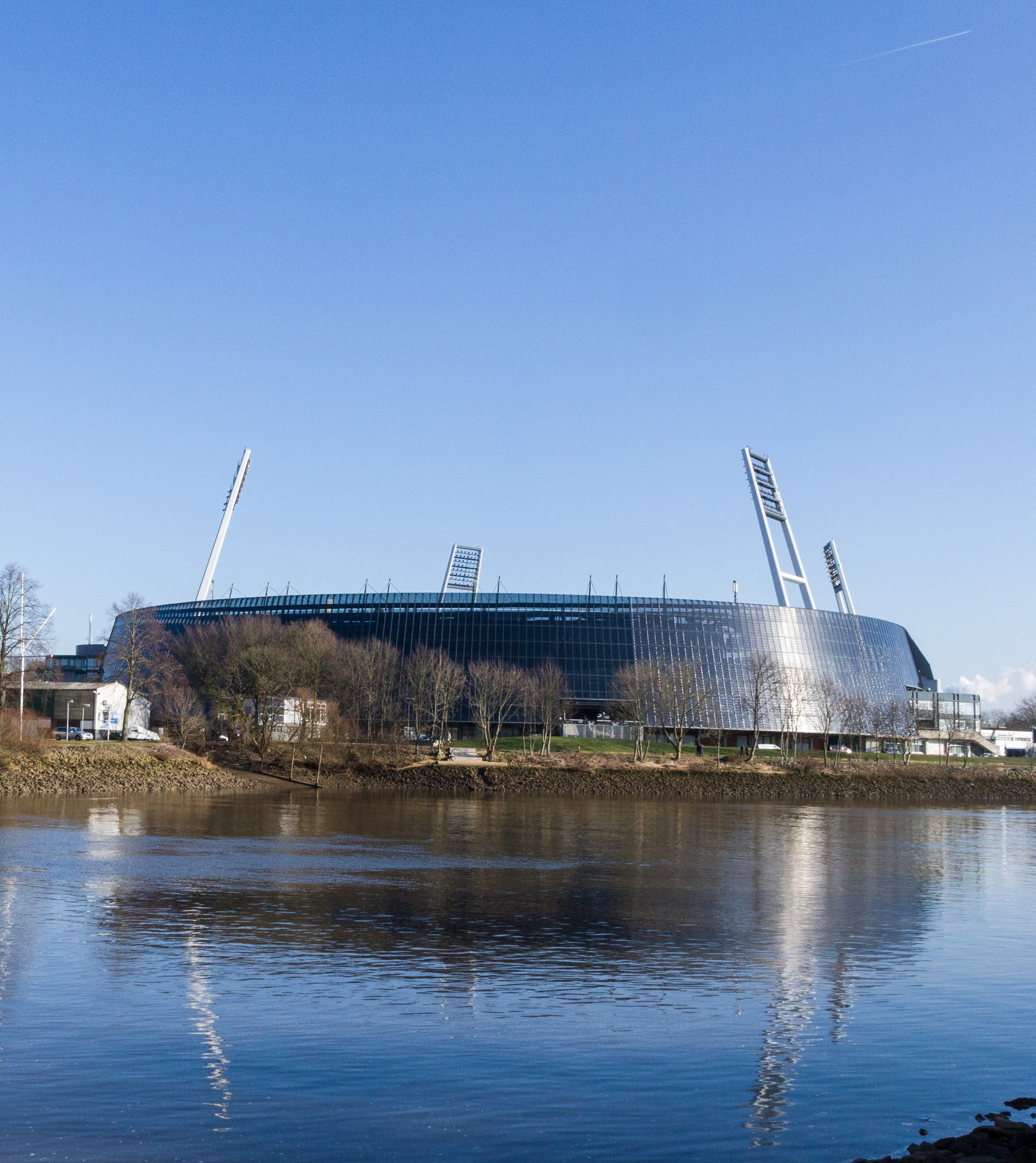
Het Weserstadion